# Hu (mytisk kejsare)
För andra betydelser, se Hu (olika betydelser).
Hu (忽) var i kinesisk mytologi kejsare över nordanhavet.
I slutet av en kaotisk era möter Hu söderhavets kejsare Shu hos den mellersta sfärens kejsare Hundun. Deras återgäldande av Hunduns gästfrihet är det som leder till de fasta strukturerna som utgör den nya eran.